# Jordö naturreservat
Jordö är ett naturreservat i Ronneby kommun i Blekinge län.

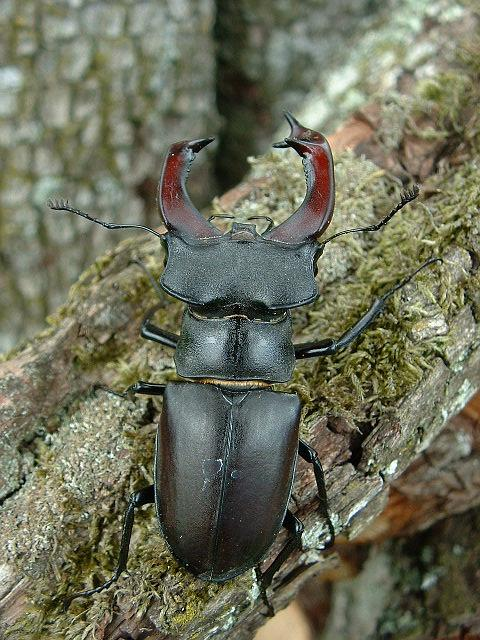
Ekoxe

Området är naturskyddat sedan 2011 och är 22 hektar stort. Det är beläget i skärgården mellan Ronneby och Karlskrona, på ön Jordö och består av enbevuxna hällmarker och ekdominerad ädellövskog. Ön hänger samman med Almö där Almö naturreservat är beläget.
Stenmurar minner om tiden då området betades. Där finns en flora som är typisk för betesmarker, med arter som backtimjan, mandelblomma och liten blåklocka.